# 准噶尔无叶豆
准噶尔无叶豆（学名：Eremosparton songoricum）为豆科无叶豆属下的一个种。